# Power10
A Power10 egy szuperskalár, többszálú, többmagos mikroprocesszor család, ami a nyílt forráskódú Power utasításkészlet-architektúrán alapul. Az IBM POWER sorozatába tartozó mikroprocesszor-típus. Az IBM tervezte az OpenPOWER Alapítvány partnereinek közreműködésével. Kifejezetten az analitikus számítástechnika és a Big Data számítási igényeinek kielégítésére tervezték.
2020 augusztusában jelentettek be a Hot Chips konferencián. Általánosan elérhető 2021 szeptemberétől az IBM Power10 Enterprise E1080 szerverben.
A processzor 16 magot tartalmaz, de ezekből csak 15 használható, mivel egy magot tartaléknak tartanak fenn, a gyártás során felmerülő hozamproblémák kivédésére.
A Power10 processzorokat a Samsung gyártja, 7 nm-es EUV litográfiai folyamattal, 18 fémréteggel és 18 milliárd tranzisztorral a 602 mm2 felületű szilíciumlapkán.
A Power10 egy wattra vetített teljesítménye magasabb, jobb memória- és be-/kimeneti architektúrákkal rendelkezik, mint elődje, és főleg a mesterséges intelligencia (MI) területén jelentkező számítási feladatokra fókuszál.

## Tervezés
A Power10 magokban a funkcionális egységek többségét megduplázták, a megelőző POWER9 sorozathoz képest. A mag nyolcutas szimultán többszálas végrehajtású (SMT8), mindegyik mag 48 KiB L1 utasítás- és 32 KiB L1 adat-gyorsítótárral, egy 2 MiB-os L2 gyorsítótárral rendelkezik és egy nagyon nagy, 4096 bejegyzéses címfordító gyorsítótárral (TLB, translation lookaside buffer). A különböző gyorsítótár-fokozatok és a TLB késleltetési ciklusai jelentősen csökkentek. Mindegyik mag nyolc végrehajtási szelettel rendelkezik, melyek mindegyikében egy lebegőpontos egység (FPU), aritmetikai-logikai egység (ALU), elágazás-előrejelző (branch predictor), betöltő-tároló egység és SIMD motor található, és ezek egyszerre 128 bites (64+64) utasításokat tölthetnek be, tehát egy lépésben tölthetik be a Power ISA v.3.1-ben bevezetett új prefixált/összevont utasításokat. Mindegyik végrehajtó szelet 20 utasítást képes kezelni, melyeket egy osztott 512 bejegyzéses utasítástábla támogat, és továbbít a 128 bejegyzés széles (64 egyszálas) betöltési sorba és 80 bejegyzés széles (40 egyszálas) tárolási sorba. A jobb elágazás-előrejelzési logika megduplázza az előrejelzés pontosságát, ami a sebességet növeli. Egy maghoz négy mátrixaritmetikai kisegítő egység (MMA, Matrix Math Accelerator) is tartozik, a SIMD kód hatékonyabb kezeléséhez, különösen a mátrixszorzási utasítások esetében, ami a MI következtetések számítási feladataiban 20-szoros teljesítménynövekedést eredményez.
A processzornak két "féltekéje" van, mindegyikben nyolc maggal, melyek egy elosztott 64 MiB-os L3 gyorsítótárat érnek el, így a processzor összesen 16 magot és 128 MiB L3 gyorsítótárat tartalmaz. Kihozatali (gyártási) problémák miatt legalább egy mag mindig le van tiltva, ami 8 MiB-tal csökkenti az L3 gyorsítótár méretét, így áll elő a használható összesen 15 mag és 120 MiB L3 gyorsítótár.
A chip tartalmaz még nyolc kriptográfiai gyorsítót, amelyek csökkentik az olyan általános algoritmusok terhelését, mint az AES és SHA-3.
A fokozott órajelkapuzás, a minden fokozatban átdolgozott mikroarchitektúra a fuzionált/prefixes utasításokkal együtt nagyobb munkát tesz lehetővé kevesebb egységgel, az "okosabb" gyorsítótárak alacsonyabb memóriakésleltetése és effektívcím-címkézése csökkenti a találati hibákat. Mindez lehetővé teszi, hogy a Power10 mag feleannyi energiát fogyasszon, mint a POWER9. A számítási képességek akár 30%-os javulásával együtt a teljes processzor 2,6-szor jobb 1 wattra eső teljesítményt nyújt, mint elődje. A modulra két magot építve az összteljesítmény akár háromszoros lehet, ugyanolyan energiafelhasználás mellett.
Mivel a magok nyolc logikai processzorként működnek, a 15 magos processzor az operációs rendszer szemszögéből 120 magnak tűnik. Egy kétchipes modulon ez 240 egyidejű szálat jelent foglalatonként (socket).

### I/O
A chipeken teljesen átdolgozták a memóriakezelő és a bemeneti/kimeneti architektúrákat, a (nyílt) Open CAPI (OpenCAPI) és Open Memory Interface (OMI) technológiák alkalmazásával. A soros memóriakommunikáció használata a chipen kívüli vezérlők felé csökkenti a chip kimenő és bejövő jelsávjait, növeli a sávszélességet és lehetővé teszi a processzor számára a memóriatechnológia rugalmas kezelését.
A Power10 memóriatípusok széles skáláját támogatja, amibe beletartoznak a DDR3–DDR5, GDDR, HBM és a tartós tárolómemóriák. Ezeket a konfigurációkat a felhasználó úgy változtathatja, hogy az a legjobban illeszkedjen a rendszer tervezett használati esetéhez.
- DDR4 – max. 16 TiB RAM, 410 GiB/s, 10 ns késleltetés támogatva
- GDDR6 – max. 800 GiB/s
- állandó tárak – max. 2 PiB

A Power10 lehetővé teszi az adatok titkosítását teljesítménycsökkenés nélkül minden szakaszban, a RAM-tól kezdve a gyorsítókon és a klasztercsomópontokon át az adatok tárolásáig.
A Power10 el van látva a chipek közötti kommunikációt biztosító PowerAXON be-/kimeneti rendszerekkel, amik emellett a rendszerek közötti, a gyorsítók felé az OpenCAPI busz, a be-/kimenet és egyéb nagy teljesítményű gyorsítótár-koherens perifériák kommunikációját végzik. Ez a készlet kezeli a csomópontok közötti kommunikációt egy 16-szoros foglalatú egychipes modul (SCM), vagy egy 4-szeres foglalatú kétchipes modul (DCM) klaszterben. Kezeli még a memóriaszemantikát a rendszerek klaszterezéséhez, lehetővé téve a mag betöltő-tároló logikája (load/store) számára a hozzáférést max. 2 PiB RAM-hoz az egész Power10 klaszterben. Az IBM ezt a funkciót Memory Inceptionnek nevezi.
Az OMI és a PowerAXON képes kezelni az 1 TiB/s sebességű chipen kívüli kommunikációt.
A Power10 processzor lapkán belüli PCIe 5 interfészt is tartalmaz. Az SCM 32, a DCM 64 PCIe 5 sávos. A processzorban azért szüntették meg az NVLink támogatását, mert a PCIe 5.0 jobb lehetőségeket biztosít a sávszélesség terén, így az NVLink teljesítményben alulmaradt a Power10-re tervezett használati esetekben. Az NVLink lapkára integrált támogatása korábban a POWER8 és POWER9 processzorok versenyelőnyt jelentő tulajdonságai voltak.

### Változatok
A Power10 chip két változatban elérhető, amit a tokban található firmware határoz meg. Annak ellenére, hogy a chipek fizikailag azonosak, és a különbség a firmware-ben szoftverrel van beállítva, azt a gyártás után sem a felhasználó, sem a gyártó (azaz az IBM, Samsung stb.) nem képes megváltoztatni.
- 15× SMT8 mag
  - magas adatátviteli sebességű, de kevésbé számításigényes alkalmazásokhoz optimalizált változat
- 30× SMT4 mag
  - nagy számításigényű alkalmazásokhoz optimalizált változat, melyek a kibővített utasításkészletet használják, és több ciklust igényelnek a gyorsítótárba betöltött információkhoz

### Modulok
A Power10 három flip-chip plasztik LGA (FC-PLGA) tokozásban készül: egy egychipes modul (SCM) és két kétchipes modul (DCM és eSCM) formában.
- SCM, egychipes modul – 3,6–4,15 GHz, max. 15 SMT8 mag. A foglalatok klaszterbe foglalhatók, legfeljebb 16. x32 PCIe 5 sáv. A modul mérete: 68,5 × 77,5 mm. A modul egyedi konfigurációval rendelkezik, 8 csatlakozóval a hordozón (OTF) a szimmetrikus többprocesszoros működéshez (SMP), ami közvetlenül kábelekkel csatlakozik más Power10 SCM modulokhoz.
- DCM, kétchipes modul (DCM) – 3,4–4,0 GHz, max. 24 SMT8 mag. Legfeljebb négy foglalat klaszterbe csoportosítható. x64 PCIe 5 sáv. A DCM ugyanabban a termikus tartományban van, mint a korábbi ajánlatok. A modul mérete: 74,5 × 85,75 mm. A DCM négy változatban kapható.[16]
  - EPEU – 12 mag, 3,36–4,0 GHz
  - EPEV – 18 mag, 3,2–4,0 GHz
  - EPGW – 24 mag, 2,95–3,9 GHz
  - EHC8 – 24 mag, 2,95–3,9 GHz (az észak-amerikai egészségügy számára)
- eSCM, belépő szintű egycsipes modul – 3,0–3,9 GHz, max. 8 SMT8 mag. Ez két Power10 chipet kombinál. Az első chip teljesen funkcionális, 4–8 aktív maggal. A másik chip csak PCIe funkcionalitást használ, szerepe csupán a be-/kimenet vezérlésére korlátozódik, rengeteg PCIe sávval. Ezek az eSCM modulok legfeljebb négy foglalatig csoportosíthatók. A modul mérete: 74,5 × 85,75 mm. Az eSCM-et „ioscm”-nek is nevezik.[17][18]

## Rendszerek

### Enterprise
Az IBM Power E1080, Denali kódnevű modellek a Power10 processzoros rendszerek csúcskategóriás kiadásai. 1–4× „központi elektronikai komplexum” (Central Electronics Complex, CEC) elnevezésű csomópontból áll, mindegyik 5U helyet foglal. Minden csomópont 4 Power10 SCM-et tartalmaz, processzoronként 10, 12, vagy 15 SMT8 maggal konfigurálható, és legfeljebb 16 TiB OMI-DDR4 RAM-ot tartalmazhat. A Power E1080 natív módon futtatja a PowerVM-et IBM AIX, IBM i és little-endian Linux operációs rendszereken. Egy E1080 rendszernek szüksége van egy 2U magas rendszervezérlő egységre is a felügyelet és konfiguráció számára.
A Power E1080 akár tizenhat I/O bővítő fiókot is támogat, négyet CEC csomópontonként. Mindegyik bővítőfiók két PCIe fanout modullal csatlakozik a megfelelő CEC csomóponthoz, és tizenkét FHFL PCIe bővítőhellyel rendelkezik. Ezek közül négy PCIe 3.0 x16, míg a maradék nyolc PCIe 3.0 x8. A maximális konfiguráció specifikáció lehetővé teszi, hogy a Power E1080 192 egyfoglalatos PCIe kártyát támogasson egy 16 foglalatos rendszerben.

### Középkategóriás rendszerek
- IBM Power E1050 – 4U ház. 2-4× CPU foglalat 2-4× DCM modulhoz, 24-96 mag. 64× OMI memóriafoglalat, ami max. 16 TiB RAM-ot támogat. 11× PCIe bővítőhely, 8× gen.5 és 3× gen.4. A tárolókhoz 10 foglalat, legfeljebb 64 TiB-os NVMe alapú SSD-k számára. Linux, AIX vagy IBM i operációs rendszerek kombinációját futtathatja.[16][23]

### Scale-out
Az S modellek Linux, IBM i és AIX rendszerekkel használhatók. Az L modelleket alapvetően Linuxhoz tervezték, de AIX és IBM i rendszerek is használhatók rajtuk, a rendelkezésre álló processzorok 25%-ának erejéig.
- IBM Power S1024 & L1024 - 4U ház. 1–2× CPU foglalat 1–2× DCM modulhoz, 24–48 mag. 32× OMI memóriafoglalat, ami max. 8 TiB RAM-ot támogat. 10× PCIe bővítőhely, 8× gen.5 és 2× gen.4. 16 foglalat, legfeljebb 102 TiB NVMe alapú SSD-k számára.

- IBM Power S1022 & L1022 - 2U ház. 1–2× CPU foglalat 1–2× DCM modulhoz, 24–40 mag. 32× OMI memóriafoglalat, ami max. 4 TiB RAM-ot támogat. 10× PCIe bővítőhely, 8× gen.5 és 2× gen.4. 8 foglalat, legfeljebb 51 TiB NVMe alapú SSD-k számára.

- IBM Power S1022s - 2U ház. 1–2× CPU foglalat 1–2× eSCM modulhoz, 4–16 mag. 16× OMI memóriafoglalat, ami max. 2 TiB RAM-ot támogat. 10× PCIe bővítőhely, 8× gen.5 és 2× gen.4. 8 foglalat, legfeljebb 51 TiB NVMe alapú SSD-k számára.

- IBM Power S1014 - 4U ház vagy egy asztali torony. 1× Power10 eSCM modul 4 vagy 8 maggal. 8× OMI memóriafoglalat, ami max. 1 TiB RAM-ot támogat. 5× PCIe bővítőhely, 4× gen.5 és 1× gen.4. 16 foglalat, legfeljebb 102 TiB NVMe alapú SSD-k számára.

- IBM Power S1012 - 2U, fél-széles ház vagy egy asztali torony. 1× Power10 eSCM modul 1, 4 vagy 8 maggal. 4× OMI memóriafoglalat, ami maximálisan 256 GiB RAM-ot támogat. 4× PCIe bővítőhely, 4× gen.5. 4 foglalat, legfeljebb 6,4 TiB NVMe alapú SSD-k számára.

## Operációs rendszer támogatás
- Linux, 5.9-es verzió[24]
- PowerVM alkalmazásszintű emulátor
- IBM AIX[25]
- IBM i[25]

## Összehasonlítás a korábbi POWER CPU-kkal
A 7-nm gyártási folyamatra való áttérés jelentősen magasabb wattonkénti teljesítményt eredményezett.
A PowerAXON szolgáltatáscsomag ettől kezdve egészen 2 PB méretig terjedő, több klasztercsomóponton keresztül elosztott egyesített klaszteres memóriaterület képes kezelni, és magában foglalja a PCIe 5 támogatását.
Új SIMD utasítások és új adattípusok jelentek meg, beleértve a bfloat16, INT4(INTEGER) és INT8(BIGINT) adatformátumokat, melyek főleg a mesterséges intelligencia terén jelentkező számítási feladatok hatékonyságát fokozzák.
A korábbi POWER9 és POWER8 CPU-kkal ellentétben a Power10 zárt forráskódú, harmadik féltől származó firmware-t igényel a CPU-modul biztonságra érzékeny területein belül, valamint további hozzáadott zárt forrású, harmadik féltől származó firmware-t a szükséges modulon kívüli memóriavezérlőben.

## Márkanév
A Power10 elnevezése kissé rendhagyó, mivel ennél az IBM szakított a korábbi POWER processzoroknál használt teljesen nagybetűs névadással. A teljes nagybetűs nevek utolsó képviselője a POWER9-es processzor. Ez a változás az IBM Power Systems termékcsalád márkanévváltásának egyik eleme, amely a Power10-től kezdődően már csak „Power”. A Power10-nek logója is van.

## Fordítás
Ez a szócikk részben vagy egészben  a   POWER10 című francia Wikipédia-szócikk ezen változatának fordításán alapul.  Az eredeti cikk szerkesztőit annak laptörténete sorolja fel. Ez a jelzés csupán a megfogalmazás eredetét és a szerzői jogokat jelzi, nem szolgál a cikkben szereplő információk forrásmegjelöléseként. · Ez a szócikk részben vagy egészben  a   Power10 című angol Wikipédia-szócikk ezen változatának fordításán alapul.  Az eredeti cikk szerkesztőit annak laptörténete sorolja fel. Ez a jelzés csupán a megfogalmazás eredetét és a szerzői jogokat jelzi, nem szolgál a cikkben szereplő információk forrásmegjelöléseként.}}